# Gaza Humanitarian Foundation
De Gaza Humanitarian Foundation (GHF) is een private Amerikaanse onderneming die in 2025 op initiatief van Israël en de Verenigde Staten is opgericht om noodhulp te distribueren in de Gazastrook. De GHF voert de distributie uit in samenwerking met andere door Israël gesteunde nieuw opgerichte private organisaties, in de door het Israëlische leger gecontroleerde gebieden. Deze aanpak is bedoeld als alternatief voor de reguliere hulpverlening via de Verenigde Naties en internationale hulporganisaties, nadat deze sinds het begin van de oorlog in Gaza door Israël met militaire middelen werd verhinderd.
Israël stelde dat de Palestijnse militie Hamas hulpgoederen zou stelen voor eigen gebruik en voerde daarom de alternatieve distributie in. De Verenigde Naties en de traditionele hulporganisaties ontkenden dat dit op grote schaal is gebeurde en gaven garanties om dit te voorkomen. Ze veroordeelden de overname van het bestaande distributiesysteem en weigerden samenwerking met de GHF. De werkwijze zou van GHF zou niet voldoen aan de eisen van onpartijdigheid, neutraliteit en onafhankelijkheid. Critici zagen het plan als een middel om de Gazaanse bevolking te dwingen naar het zuiden te vluchten. Daarnaast was de VN-distributie veel fijnmaziger met honderden distributiepunten tegen vier van de GHF.

## Oprichting
Het door de Gaza Humanitarian Foundation uitgevoerde distributiesysteem wordt algemeen gezien als een Israëlisch project. Het werd volgens betrokken personen al aan het begin van de Gaza-oorlog in oktober 2023 voorgesteld door Israëlische ambtenaren in een forum met nauwe banden met de Israëlische regering. In de loop van 2024 vergaarde de groep steun bij politieke en militaire leiders, met als doel de controle van Hamas over Gaza te ondermijnen, te voorkomen dat voedsel in handen van militanten of op de zwarte markt zou komen, en de Verenigde Naties te omzeilen. De groep heeft ook directe verbindingen met de COGAT, de Israëlische autoriteit die de noodhulp in Gaza coördineert. De Israëlische minister van Financiën Bezalel Smotrich verklaarde dat via die voedseldistributiepunten "minimale hulp" wordt toelaten in Gaza, "zodat de wereld ons niet tegenhoudt en beschuldigt van oorlogsmisdaden".
De GHF werd opgericht door Israël in samenwerking met Amerikaanse evangelische aanhangers en ingehuurde private beveiligingsbedrijven. In november 2024 werden de entiteiten GHF en SRS in de Verenigde Staten geregistreerd. In de winter van 2025 werd GHF formeel opgericht in de Amerikaanse staat Delaware. GHF werd tevens in het Zwitserse Genève geregistreerd. Jake Wood, mede-oprichter van de ngo Team Rubicon, een organisatie die noodhulp bij rampen levert, werd de eerste uitvoerend directeur van GHF. Hij stapte al op 25 mei 2025 op, een dag voordat de operatie zou starten. Als reden gaf hij op dat de organisatie niet in staat was om te werken volgens de humanitaire principes van humaniteit, neutraliteit, onpartijdigheid en onafhankelijkheid. In juni 2025 werd de evangelische dominee Johnnie Moore, een adviseur van president Donald Trump, benoemd tot hoofd van de GHF.
Begin mei begon de regering-Trump de internationale hulporganisaties onder druk te zetten om met het Israëlische plan samen te werken bij de distributie van de al sinds begin maart geblokkeerde noodhulp. De VS dreigde de financiering van die organisaties, inclusief het World Food Program (WFP), te korten als ze zouden weigeren. De VS organiseerde een bijeenkomst met WFP-directeur Cindy McCain en vertegenwoordigers van de GHF, Safe Reach Solutions (SRS) en UG Solutions (UGS). SRS en UGS zijn Amerikaanse private bedrijven die de distributiepunten zouden gaan beheren. De VS en Israël wilden de voormalige directeur van het WPF en Nobelprijswinnaar David Beasley als hoofd van de organisatie hebben, wat het prestige van de GHF zou verhogen en de VN, donors en internationale hulporganisaties zou kunnen overhalen om samen te werken.

## Financiering
Het was onduidelijk hoe het de organisaties precies zou worden gefinancierd. De fondsenwerving werd geleid door Jake Wood. Volgens Wood had een West-Europees land meer dan 100 miljoen dollar aan GHF gedoneerd, terwijl niet-Israëlische zakenlieden kleinere bedragen hadden gedoneerd. Van het Israëlische leger werd 280 miljoen dollar ontvangen. De organisatie gaf in juni 2025 aan dat ze 140 miljoen dollar operationele kosten per maand maakt. Het private equity-bedrijf McNally Capital uit Chicago had belangen in de Amerikaanse firma die verantwoordelijk was voor de logistiek en beveiliging.
GHF had diverse regeringen benaderd. Eén van de beoogde hoofdfinanciers waren de Verenigde Arabische Emiraten, maar de autoriteiten van dat land waren niet overtuigd van de levensvatbaarheid van het plan. De distributiepunten worden betaald door Israël, maar de rest van het project moet worden gefinancierd door buitenlandse regeringen en organisaties. Israël's VN-ambassadeur Danny Danon beweerde op 15 mei 2025 dat Israël de GHF alleen zou faciliteren, maar er niet aan meebetalen. Een woordvoerder verklaarde dat de Amerikaanse regering deze ook niet zou gaan financieren en de VN weigerde eveneens alle medewerking. Buitenlandse Zaken van de VS overwoog evenwel een donatie van 500 miljoen dollar, nadat Israël had verzocht de eerste 180 dagen te financieren.

## Opzet van het plan

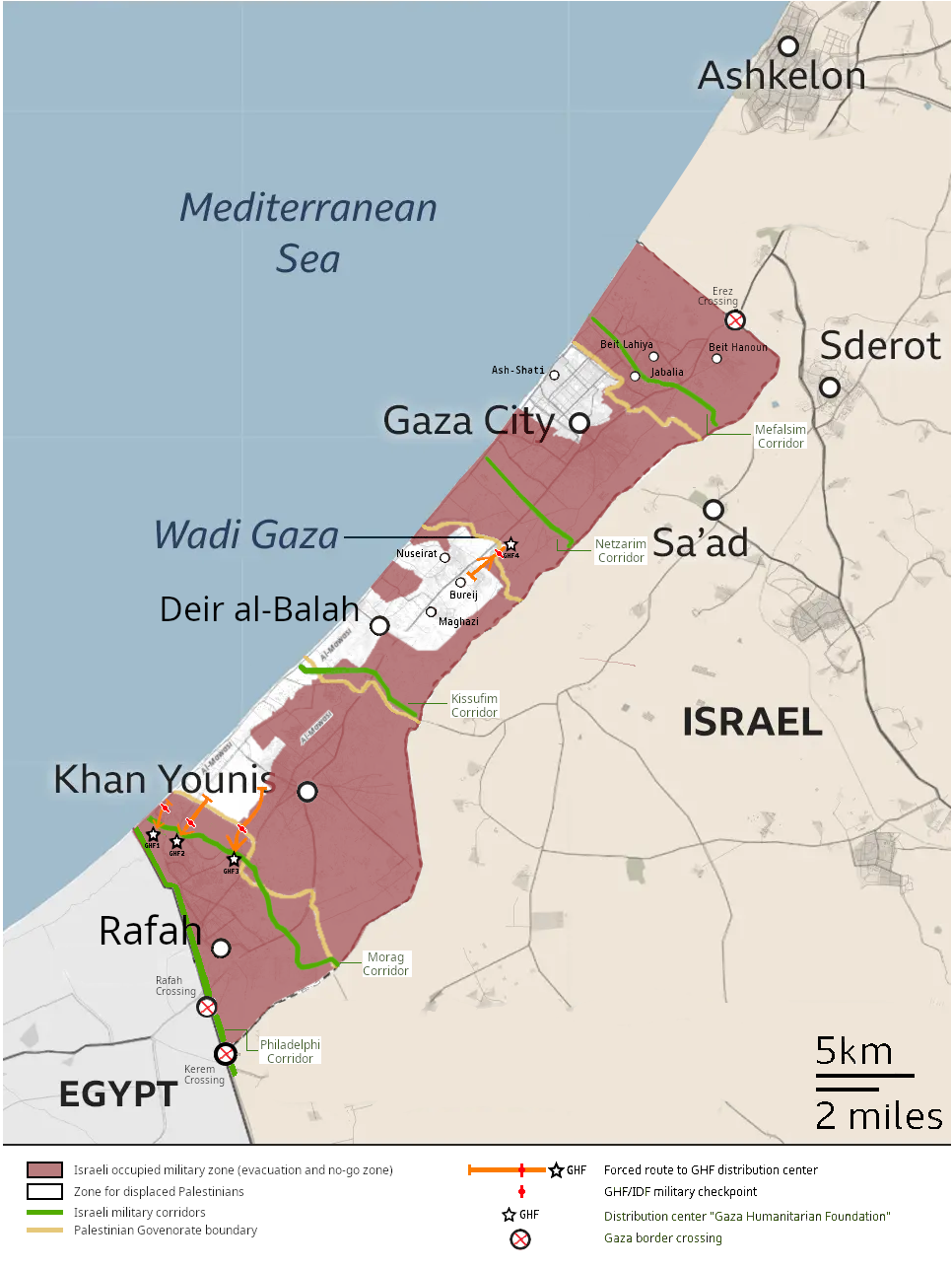
De vier distributiecentra van de GHF. In oranje de door het leger voorgeschreven "veilige routes" naar de 'hubs'. Daar werd iedereen eerst biometrisch gecontroleerd. De inwoners moesten eerst te voet door levensgevaarlijk gebied trekken, vaak vele kilometers ver.

GHF zou volgens het plan geleidelijk het door de VN geleide systeem moeten vervangen. Om te beginnen zouden er vier distributiepunten worden opgezet in het zuiden van Gaza, ook hubs genoemd en in het Hebreeuws 'Mahpazim' ('snelle distributiecentra'). Deze distributiepunten zouden onder beheer komen van de organisatie Safe Reach Solutions (SRS) en andere beveiligingsbedrijven. Voorverpakte rantsoenen, hygiënische producten en medicijnen zouden vanuit de magazijnen door onderaannemers met pantservoertuigen via gecontroleerde corridors naar en tussen de 'humanitaire hubs' worden getransporteerd.
De distributiepunten zouden komen in een nieuwe "humanitaire zone" tussen de Philadelphi Corridor langs de zuidgrens en de nieuwe Morag-corridor circa 5 km noordelijker. Dit komt ongeveer overeen met de inmiddels vrijwel geheel vernietigde stad Rafah. Vijf- tot zesduizend geselecteerde Gazanen zouden via checkpoints toegang krijgen. Volgens functionarissen zouden ze een keer in de twee weken te voet naar de verdeelpunten mogen komen om een pakket van zo'n 20 kg in ontvangst te nemen. Zestig trucks per dag zou voldoende zijn om verhongering te voorkomen. De IDF zei dat elk pakket voldoende voedsel zou bevatten voor vijf mensen gedurende vijf dagen en dat elk distributiecentrum voedsel zou leveren aan ongeveer 300.000 mensen.
Een Israëlische functionaris zei dat de "humanitaire zone" – circa 10 procent van de hele Gazastrook – "groot genoeg zou zijn om de hele bevolking van zo'n twee miljoen Gazanen te huisvesten, maar de regering hoopte dat sommigen in staat zouden zijn om Gaza te verlaten."

## Tijdelijk alternatief via de VN
Het distributieplan werd half mei 2025 aangekondigd. Het zou eind mei van start gaan en binnen ongeveer twee weken in werking zijn. Onder internationale druk gaf Israël toestemming om tot die tijd een "minimale hoeveelheid noodhulp" via de VN, volgens de oude methode te verdelen. Volgens Netanyahu was dit om "een hongercrisis te voorkomen die het offensief tegen Hamas in gevaar zou brengen".
Na bijna drie maanden volledige blokkade bereikten op 19 mei negen trucks Gaza. Terzelfdertijd werden de bombardementen op Gaza tijdens een nieuw grondoffensief sterk opgevoerd. Deze "druppel in de oceaan" kon nog niet worden verdeeld. Op 22 mei waren 107 trucks trucks met meel, medicijnen en apparatuur in Gaza toegelaten. Volgens hulporganisaties waren dat sinds 19 mei in totaal slechts 119 vrachtwagens. Volgens de NOS waren er op 22 mei 90 vrachtwagens met onder andere meel, babyvoeding, medicijnen en brandstof bij de aangewezen distributiepunten aangekomen, om zo snel mogelijk bij de Gazanen terecht te laten komen. De distributiepunten zouden binnen enkele dagen klaar zijn. Intussen waren er volgens de Gazaanse autoriteiten 29 mensen verhongerd.

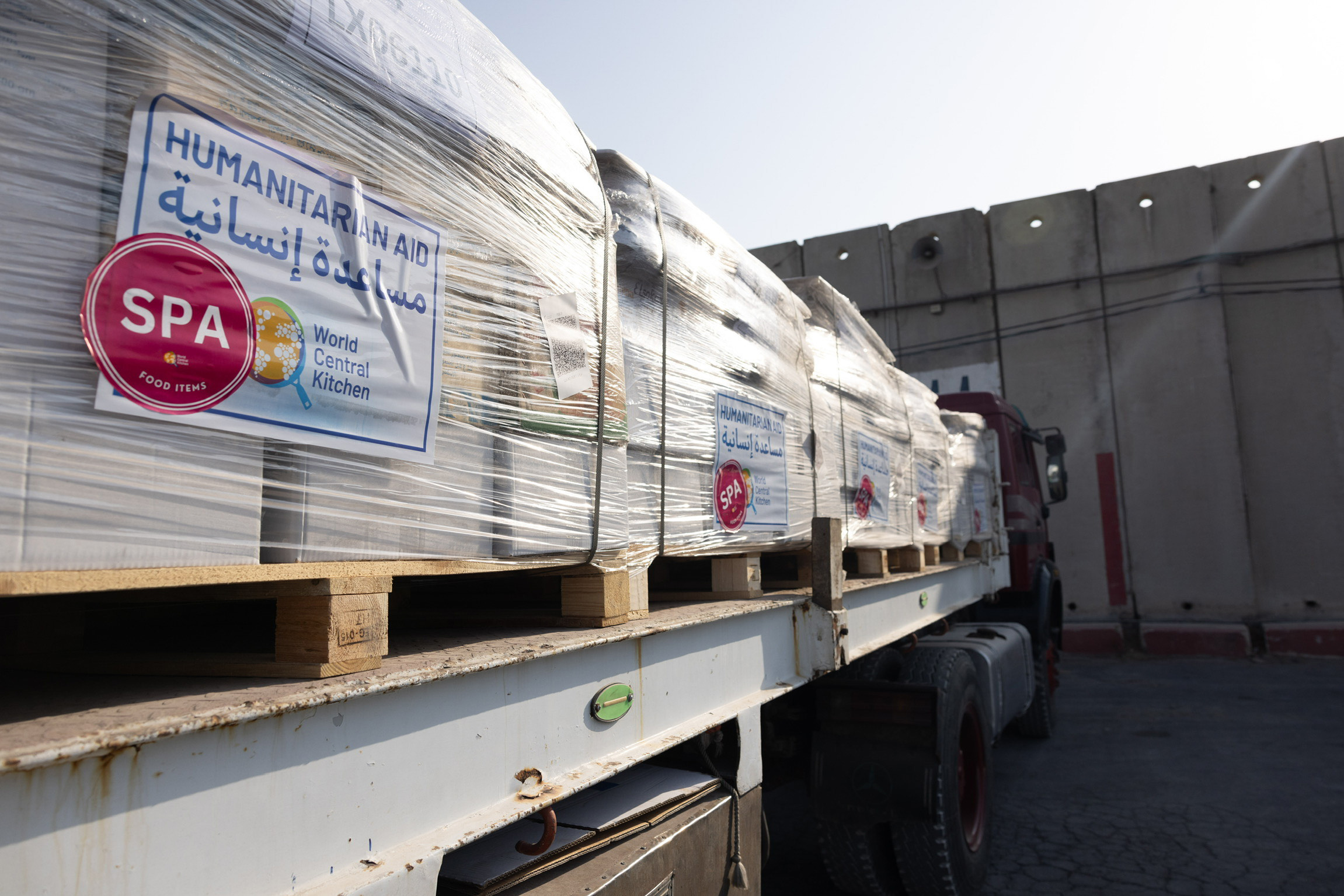
Overslagstation bij Kerem Shalom, mei 2024. Hier wordt iedere lading afgeladen, gecontroleerd en overgeladen op voertuigen aan de Gazaanse kant.

Volgens opgave van de OCHA werden er door de VN tussen 19 en 27 mei 900 truck-ladingen voor toegang aangeboden, waarvan er 800 werden toegelaten. Slechts iets meer dan 500 daarvan werden bij de Kerem Shalom-overgang overgeladen en van de 900 aangeboden ladingen bereikten er uiteindelijk slechts 200 de Palestijnse kant van Gaza. Er werden uitsluitend goederen vanuit Israël toegelaten – niet vanuit de Westoever, Jordanië en Egypte – en enkel medische artikelen en bepaalde voedingsmiddelen. De opslag van goederen binnen Gaza werd verboden, met uitzondering van kleine hoeveelheden geselecteerde voeding. Directe levering van bloem aan families werd door Israël geblokkeerd.
Tussen 22 en 25 mei ontvingen 5 van de 25 door de VN ondersteunde bakkerijen in centraal Gaza een beperkte hoeveelheid bloem, waardoor zij korte tijd konden opereren. Door de ontstane chaotische situatie moesten zij spoedig weer sluiten. Israël blokkeerde vanaf 27 mei de directe levering van voedsel aan gezinnen. Tussen 21 en 27 mei werden door de IDF luchtaanvallen uitgevoerd op bakkerijen en gaarkeukens.

## Start van de distributie
Het leger richtte in samenwerking met de Amerikaanse organisaties vier voedseldistributiecentra in, zogeheten Safe Distribution Centres (SDS). De drie zuidelijke punten liggen dicht bij elkaar, op ongeveer een tot vier kilometer vanaf de Egyptische grens langs de Morag-corridor. 

### Locaties en bouw
De distributiepunten zijn genummerd SDS1 tot en met SDS4. Locatie SDS1 ligt in de voormalige Rafah-wijk en vluchtelingenkamp Tal as-Sultan en SDS2 in de voormalige wijk Saudi Neighborhood, nabij de wijken al-Shakoush en al-Alam. SDS3 ligt enkele kilometers zuidoostelijker in de oostelijke periferie van Rafah, ten zuiden van Khan Younis. De vierde hub SDS4 ligt aan de Wadi Gaza bij de Wadi Gaza Bridge in centraal Gaza, ten zuiden van de door het leger aangelegde Netzarim-corridor en zuidelijk van Gaza-stad.
Voorafgaand aan de bouw van de centra werden de wijken Tal as-Sultan en Saudi in Rafah in maart-april 2025 volledig met de grond gelijk gemaakt, in lijn met de rest van stad. In juli 2025 was volgens satellietanalyse 89 procent van de gebouwen in Rafah vernietigd. Rondom de punten werden ter verdediging aarden wallen opgeworpen en het leger bleef op afstand paraat. In het noorden van Gaza ten noorden van de Netzarim-corridor, inclusief Gaza-stad, was geen enkel distributiecentrum opgezet.

### Opening
Op 26 mei 2025 werden de eerste pakketten met voedsel naar de distributiepunten getransporteerd. De volgende dag werd de locatie in Rafah als eerste geopend. Volgens het leger was er vanuit twee locaties in Tel al-Sultan en de Morag-corridor voedsel uitgedeeld. Een Palestijnse medewerker verklaarde dat tientallen medewerkers van drie Palestijnse organisaties toezicht hielden op het distributieproces en dat de locaties dagelijks geopend zouden zijn tussen 9.00 en 19.00 uur. De distributie werd gecoördineerd door vijf Amerikaanse beveiligingsmedewerkers. Inwoners van Khan Younis moesten de door het leger bezette zone doorkruisen om de distributiepunten te bereiken.
De locaties waren slechts beperkt geopend en bleven soms gedurende een aantal dagen helemaal gesloten. Soms werden de punten eerder gesloten vanwege overbevolking. De concentratie van de centra in het zuiden van Gaza droeg verder bij aan het vermoeden dat het systeem was bedoeld om de bevolking in het noorden te dwingen naar het zuiden te trekken, als onderdeel van een etnische zuivering van Gaza. Een woordvoerder van UNICEF zei hierover: "Het gebruik van humanitaire hulp als lokaas om mensen te dwingen zich te verplaatsen, vooral van het noorden naar het zuiden, zal leiden tot een onmogelijke keuze: die tussen verplaatsing en de dood."

## Geweld rond de distributie
Al spoedig bleek dat de zich verzamelende en wachtende Gazanen systematisch door het leger werden aangevallen, waardoor dagelijks tot tientallen doden en een veelvoud aan gewonden vielen. Getuigen berichtten veelvuldig van geweerschoten van scherpschutters, mitrailleurs, tankgranaten, en luchtaanvallen met drones, zoals quadcopters. De verklaring van het leger luidde steevast dat het ging om waarschuwingsschoten in de richting van mensen die afweken van de voorgeschreven route of de troepen op verdachte wijze naderden. Sinds de opening eind mei 2025 vielen in zeven weken tijd honderden doden bij de distributiepunten van GHF.
De distributiepunten liggen in door het leger tot militaire zone verklaarde gebieden, waar de internationale media geen toegang heeft, waardoor onafhankelijke bevestiging onmogelijk gemaakt werd. Om bij de centra te komen moeten de Gazanen door gebieden die door het leger bezet zijn en gelden als no-go-areas, waar zij door soldaten kunnen worden beschoten als zij een denkbeeldige lijn overschrijden die niet is gemarkeerd. Bij de GHF-punten vinden vrijwel dagelijks beschietingen plaats. Volgens lokale hulpverleners en medici worden zij allemaal gedood door beschietingen van Israëlische soldaten en drones. Bij het veldhospitaal van het Rode Kruis, nabij de GHF-voedselpunten in Rafah stroomden de slachtoffers van de beschietingen binnen. In bijna 90 procent van de gevallen ging het om schotwonden of verwondingen door explosieven. Palestijnen die net voedsel uitgereikt hadden gekregen moesten vaak door de hongerige menigte teruglopen, met aanzienlijk risico op afpakken en vechtpartijen. De uitgereikte noodpakketten misten vaak eiwitrijk voedsel en medicijnen. Het gedroogd voedsel kon door een gebrek aan water en brandstof niet of moeilijk gekookt worden.
IDF-officieren en soldaten getuigden in juni 2025 tegenover de krant Haaretz, dat zij het bevel hadden gekregen om op ongewapende menigten bij de distributiepunten te schieten om hen te verdrijven of uiteen te jagen, zelfs als ze geen bedreiging voor het leger vormden. Het Gazaanse ministerie van Gezondheid zei dat er in de eerste maand circa 550 mensen nabij de hubs of voedseltransporten waren gedood en meer dan 4.000 verwond. Premier Netanyahu en minister Katz noemden de verhalen bloedsprookjes. Volgens de Gazaanse autoriteiten waren er alleen al tussen 1 en 3 juni bij de distributiepunten 80 mensen doodgeschoten en honderden verwond.
De distributie verliep zeer chaotisch, met slechts vier locaties voor ruim twee miljoen inwoners en nog altijd een minimale aanvoer van noodhulp. De hubs waren gewoonlijk dagelijks maar één uur geopend. De wachtende uitgehongerde menigten, die zich uren tevoren verzamelden, werden door het leger met schoten op afstand gehouden en na sluiting weer met schoten uiteengedreven. Volgens een soldaat was het op zijn locatie een doodsplek, waar iedere dag vijf mensen werden gedood. De menigte werd als een vijandelijk macht behandeld en onder controle gehouden met dodelijke wapens, van zware machinegeweren tot granaatwerpers en mortieren. Deze wijze van handhaven van de openingstijden noemde het leger "Operation Salted Fish", een variant op het kinderspelletje "Rood licht, groen licht".
Volgens de getuigenissen van soldaten, voorkwam het leger dat er beelden naar buiten kwamen over wat zich afspeelde rond de distributie en dat het distributiesysteem ervoor heeft gezorgd dat de internationale steun voor het voortzetten van de oorlog niet totaal is ingestort.
De VN beschuldigde het Isräelische leger ervan, sinds eind mei  – de start van de GHF – tot 21 juli meer dan 1.000 mensen te hebben gedood bij hun pogingen om voedsel te bemachtigen, van wie de overgrote meerderheid – 766 personen – in de buurt van de uitgiftepunten van de GHF en 288 anderen in de buurt van hulpkonvooien van de VN en andere humanitaire organisaties die nog op kleine schaal actief zijn.

### Shabab
De IDF werkte samen met een criminele bende, 'Abu Shabab-groep' genaamd. Deze Palestijnse militie rond Yasser Abu Shabab, een uitgestoten lid van een Bedoeïenenclan, opereerde in oostelijk Rafah. De groep werd getraind door de Shin Bet, en hield zich bezig met het overvallen van hulpkonvooien en aanvallen op burgers onder bescherming van het bezettingsleger. Verder handelden zij in schaarse commerciële goederen. Volgens een artikel in Haaretz is het inzetten van deze groep een schoolvoorbeeld van de traditionele Israëlische tactiek van "verdeel en heers".
De Shabab-militie werd ingezet in de door het leger gecontroleerde militaire zone rondom de GHF-centra. Getuigen verklaarden dat militieleden het vuur hadden geopend op mensen die op weg waren naar een GHF-hub, waarbij velen werden gedood en verwond. De GHF ontkende samen te werken met de Shabab-groep. Wel erkende Israël gewapende groepen of Palestijnen die tegen Hamas waren te ondersteunen.
De Shabab-militie staat bekend als de 'Popular Forces'. Volgens de Palestine Chronicle werd de groep eind 2024 door Israël opgericht als alternatief voor Hamas. De Israëlische krant Maariv zou hebben bevestigd dat de Shin Bet hiervoor verantwoordelijk was. Diens chef Ronen Bar stelde volgens de krant aan Netanyahu een experiment voor, om een alternatief op te zetten ter vervanging van de Hamas-regering, in beperkte gebieden van Gaza. Daartoe werd de militie op een gecontroleerde wijze voorzien van wapens. Volgens The Times of Israel voorzag Israël de militie van Kalashnikov aanvalsgeweren. De operatie werd uitgevoerd met toestemming van het veiligheidskabinet en met toestemming van de militaire censuur bekend gemaakt. Satellietbeelden en video's bevestigden, dat de Shabab-militie opereerde in door de IDF gecontroleerde gebieden. De groep noemt zichzelf de "Anti-Terreur Service". De familie van Abu Shabab keurde zijn samenwerking met de bezetting af en zei in te stemmen met zijn directe liquidatie.
De activiteiten van Shabab leidden tot gevechten met Hamas. Ghassan Duhine (Ghassan Al-Dahini) presenteerde zich als waarnemend commandant van Shabab en majoor in de veiligheidskrachten van de Palestijnse Autoriteit. Ook veel andere militieleden presenteerden zich als officieren van de PA. De PA ontkende echter banden te hebben met Shabab. Duhine zei dat zijn militie slaags was geraakt met de politiemacht van Hamas (de Sahm) en vijf van diens leden had gedood. De Gazaanse politie verklaarde 12 leden van Shabab als verraders te hebben geëxecuteerd wegens samenwerking met het leger. De GHF zei dat het Palestijnse medewerkers van hen waren. De Al-Qassam Brigades zouden tot juni al 50 leden van de militie hebben gedood.

## Reacties
In mei 2025 liet de VN weten het GHF-plan niet te steunen wegens het gebrek aan onpartijdigheid, neutraliteit en onafhankelijkheid volgens de basisprincipes van de organisatie. De VN noemde het "weaponising" van hulp. OCHA vond het plan om vele redenen onuitvoerbaar en UNICEF wees het plan af vanwege het ondergaan van biometrische gezichtsherkenning als voorwaarde voor ontvangen van hulp. Ook andere hulporganisaties wijzen samenwerking af, onder meer omdat er sterk aan getwijfeld wordt of de organisatie kan voldoen aan de grote hulpvraag in Gaza. Critici zien het plan als een middel om de Gazaanse bevolking te dwingen naar het zuiden te vluchten.